# Binona
Binona ist eine osttimoresische Aldeia im Suco Cotolau (Verwaltungsamt Laulara, Gemeinde Aileu). 2015 lebten in der Aldeia 199 Menschen.

## Geographie und Einrichtungen
Die Aldeia Binona liegt im Nordosten des Sucos Cotolau. Südlich befindet sich die Aldeia Cotolau und westlich die Aldeia Ramerlau. Im Norden grenzt Binona an die Gemeinde Dili mit ihrem Suco Balibar (Verwaltungsamt Cristo Rei). Binona liegt zwischen der Überlandstraße von Aileu und Maubisse im Süden und der Landeshauptstadt Dili im Norden und der davon nach Südwesten abzweigende Straße. An dieser liegt der Ort Laulara, der mit mehreren Nachbarorten verwachsen ist. So auch mit dem Ort Cotolau.
Im Nordwesten reicht der Ort Fatu Loda von Balibar aus nach Binona hinein. Hier befindet sich das Hospital Balibar.